# Cophoscincopus
Cophoscincopus is een geslacht van hagedissen uit de familie skinken (Scincidae).

## Naam en indeling
Er zijn vier soorten, inclusief de pas in 2012 wetenschappelijke soort Cophoscincopus senegalensis. De wetenschappelijke naam van de groep werd voor het eerst voorgesteld door Robert Friedrich Wilhelm Mertens in 1934.

## Uiterlijke kenmerken
De skinken blijven vrij klein en bereiken een lichaamslengte van ongeveer vijf tot zes centimeter. De staart is ongeveer even lang als het lichaam. De ooropening is zeer klein of ontbreekt volledig. De schubben op de rug zijn voorzien van drie kleine opstaande kieltjes.

## Verspreiding en habitat
Alle soorten komen voor in delen van West-Afrika en leven in de landen Ghana, Guinee, Ivoorkust, Liberia, Senegal Sierra Leone en Togo.
De habitat bestaat uit begroeide gebieden, vaak bij water in de buurt want de skinken zijn waterminnend en worden regelmatig in het water aangetroffen. In andere talen worden de soorten wel met 'waterskinken' aangeduid.
Alle soorten zijn door de internationale natuurbeschermingsorganisatie IUCN geëvalueerd en hebben een beschermingsstatus gekregen. Van de soort Cophoscincopus senegalensis zijn onvoldoende gegevens bekend en deze soort staat te boek als 'onzeker' (Data Deficient of DD). De drie andere soorten komen algemeen voor en worden als 'veilig' beschouwd (Least Concern of LC).

## Soorten
Het geslacht omvat de volgende soorten, met de auteur en het verspreidingsgebied.
| Naam                        | Auteur                           | Verspreidingsgebied                                   |
| --------------------------- | -------------------------------- | ----------------------------------------------------- |
| Cophoscincopus durus        | Cope, 1862                       | Ghana, Guinee, Ivoorkust, Liberia, Sierra Leone       |
| Cophoscincopus greeri       | Böhme, Schmitz & Ziegler, 2000   | Ghana, Guinee, Ivoorkust, Senegal Sierra Leone, Togo  |
| Cophoscincopus senegalensis | Trape, Mediannikov & Trape, 2012 | Guinee, Senegal                                       |
| Cophoscincopus simulans     | Vaillant, 1884                   | Ghana, Guinee, Ivoorkust, Liberia, Sierra Leone, Togo |